# Jacob van den Houte
Jacob van den Houte (Zierikzee, november 1760 - 's-Gravenhage, 10 februari 1812) was een Nederlands ambtenaar en bestuurder.
Van den Houte was van 1780 tot 1807 actief in het Zeeland, eerst als secretaris van de rekenkamer en secretaris en pensionaris in Zierikzee en vanaf 1788 als secretaris van de rekenkamer en secretaris van Zeeuws bestuur. In 1806 werd hij staatsraad in gewone dienst en in die functie werd hij tweemaal herbenoemd. In 1807 was hij enkele maanden directeur van de waterstaat en aansluitend administrateur van de publieke schatkist. Van juni 1809 tot aan zijn overlijden was hij namens de regering tijdens de Franse tijd directeur voor de waterstaat (of publieke schatkist, naar de Franse functie 'maitre des requetes charge du service des ponts et chaussees). Hij werd opgevolgd door Johan Hendrik Mollerus.
Van den Houte had Romeins en hedendaags recht gestudeerd aan de Utrechtse hogeschool en was gehuwd. 